# The Album After the Last One
The Album After the Last One es el duodécimo álbum de estudio de la banda de punk británica The Toy Dolls. 
El disco se publicó en marzo de 2012. La banda llevaba ocho años sin publicar disco de estudio, ya que su penúltimo trabajo (Our Last Album?) se lanzó en 2004.
En España fue editado por la discográfica valenciana Maldito Records el día 20 de marzo.

## Lista de canciones
1. "Olgamental Intro"
2. "Credit Crunch Christmas"
3. "Molly Was Immoral"
4. "Sciatia Sucks"
5. "B.E.E.R"
6. "Kevin's Cotton Wool Kids"
7. "Don't Drive Yer Car Up Draycott Avenue"
8. "Dirty Doreen"
9. "Down At The Old 29"
10. "Marty's Mam"
11. "Gordon Brown Gets Me Down"
12. "Decca's Drinkin' Dilemma"
13. "Olgamental Outro"

Bonus Tracks (Olga Acoustic Recordings)
1. "Firey Jack"
2. "Cloughy Is A Bootboy"
3. "The Sphinx Stinks"

## Personal
- Michael Algar "Olga" - Guitarra y voz
- "Tommy Goober" - Bajo
- "The Amazing Mr.Duncan" (Duncan Redmonds) - Batería